# Manoscritto di Caedmon

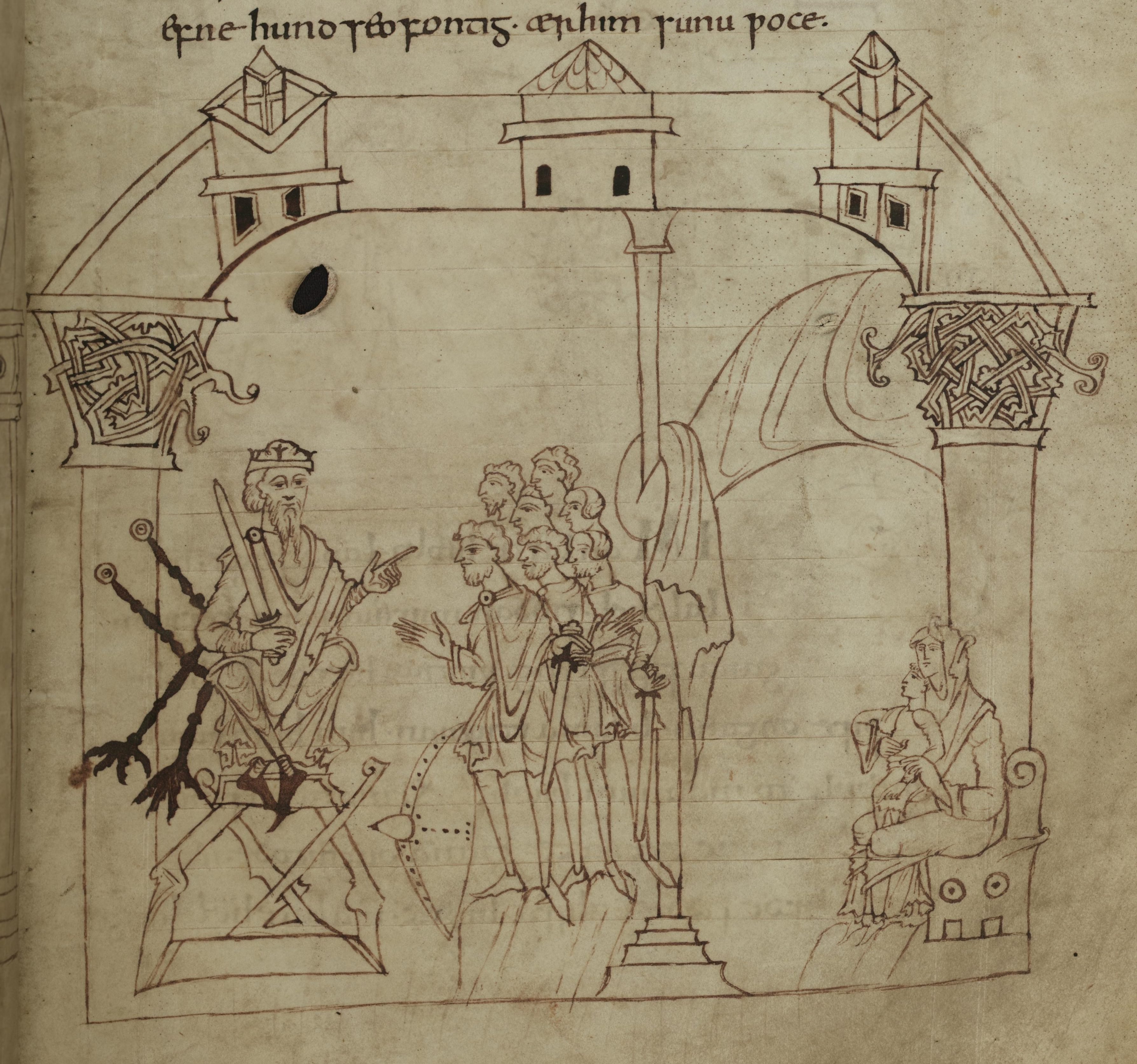
Ill. della Storia di Caino dal Manoscritto di Caedmon.

Il c.d. Manoscritto di Caedmon (Cædmon manuscript in inglese, noto anche come Cædmon, Junius manuscript, o Junius manuscript of Oxford) è uno dei quattro principali codici della letteratura in lingua inglese antica. Datato all'Anno Mille, è conservato presso la Biblioteca Bodleiana dell'Università di Oxford alla segnatura MS Junius 11. Il manoscritto contiene i poemi nominati "Genesi A", "Genesi B", "Esodo", "Daniele" e "Cristo e Satana".

## Nomenclatura
Il manoscritto segnato "MS Junius 11" della Biblioteca Bodleiana di Oxford venne inizialmente chiamato "Manoscritto di Caedmon" perché si riteneva che i poemi in esso contenuti potessero essere opera del poeta anglosassone Cædmon (morto ca. nel 680). Fu poi ribattezzato "Manoscritto di Junius"/"Codice di Junius" quando fu pubblicato per la prima volta nel 1655 da Francesco Giunio.